# Tania Evans
Tania Evans (Londra, 28 maggio 1967) è una cantante britannica, interprete di musica pop e dance.

## Biografia
Tania Evans ha esordito nella musica da solista, interpretando il singolo pop-dance Can't Let Go nel 1992. Poco dopo ha rimpiazzato Lana Earl come voce femminile della formazione dance Culture Beat, fino a quel momento non molto fortunata in fatto di vendite. Con l'entrata di Tania Evans il successo è stato immediato: in particolare il singolo Mr Vain ha conquistato la prima posizione nelle classifiche di 13 Paesi. Buona accoglienza hanno ricevuto anche gli altri singoli Got to Get It, Anything,  Inside Out, Crying in the Rain, Walk the Same Line e Take Me Away, tutti realizzati prima del 1997, anno in cui Tania Evans lascerà il gruppo.
Nel 1998 Tania Evans ha ripreso l'attività di solista, col singolo Prisoner of Love - da lei anche composto - ottenendo un notevole risultato (decima posizione nella hit-parade britannica). Vendite più contenute quelle dei suoi singoli successivi, fatta eccezione per Strength To Carry On: questo pezzo, inciso nel 2003, ha segnato la svolta della cantante verso il genere house.

## Discografia

### Album coi Culture Beat
- 1993 - Serenity
- 1995 - Inside Out

### Singoli coi Culture Beat
- 1993 - Mr. Vain
- 1993 - Got to Get It
- 1993 - Anything
- 1993 - World in Your Hands
- 1995 - Inside Out
- 1996 - Crying in the Rain
- 1996 - Take Me Away
- 1996 - Walk the Same Line

### Singoli da solista
- 1992 - Can't Let Go
- 1997 - Prisoner of Love (La-Da-Di)
- 1998 - Singin’ in My Mind
- 2002 - The Strength (To Carry On)